# James Barr (Badminton)
James Barr (* um 1905; † 20. Jahrhundert) war ein schottischer Badmintonspieler. 

## Karriere
James Barr siegte 1927 erstmals bei den nationalen Titelkämpfen in Schottland, wobei er sowohl im Herrendoppel als auch im Mixed erfolgreich war. Neun weitere Titelgewinne folgten bis 1932. 1929 siegte er bei den Scottish Open und den Irish Open.

## Sportliche Erfolge
| Saison | Veranstaltung                     | Disziplin    | Platz | Name                          |
| ------ | --------------------------------- | ------------ | ----- | ----------------------------- |
| 1927   | Schottland: Einzelmeisterschaften | Herrendoppel | 1     | James Barr / H. E. B. Neilson |
| 1927   | Schottland: Einzelmeisterschaften | Mixed        | 1     | James Barr / C. T. Duncan     |
| 1928   | Schottland: Einzelmeisterschaften | Herrendoppel | 1     | James Barr / H. E. B. Neilson |
| 1928   | Schottland: Einzelmeisterschaften | Mixed        | 1     | James Barr / C. T. Duncan     |
| 1929   | Schottland: Einzelmeisterschaften | Herrendoppel | 1     | James Barr / H. E. B. Neilson |
| 1929   | Schottland: Einzelmeisterschaften | Mixed        | 1     | James Barr / C. T. Duncan     |
| 1929   | Scottish Open                     | Mixed        | 1     | James Barr / C. T. Duncan     |
| 1929   | Irish Open                        | Mixed        | 1     | James Barr / C. T. Duncan     |
| 1930   | Schottland: Einzelmeisterschaften | Herrendoppel | 1     | James Barr / H. E. B. Neilson |
| 1930   | Schottland: Einzelmeisterschaften | Mixed        | 1     | James Barr / M. K. King Clark |
| 1931   | Schottland: Einzelmeisterschaften | Mixed        | 1     | James Barr / M. K. King Clark |
| 1931   | Schottland: Einzelmeisterschaften | Herrendoppel | 1     | James Barr / T. G. Dempster   |
| 1932   | Schottland: Einzelmeisterschaften | Herrendoppel | 1     | James Barr / T. G. Dempster   |